# Adele Spitzeder

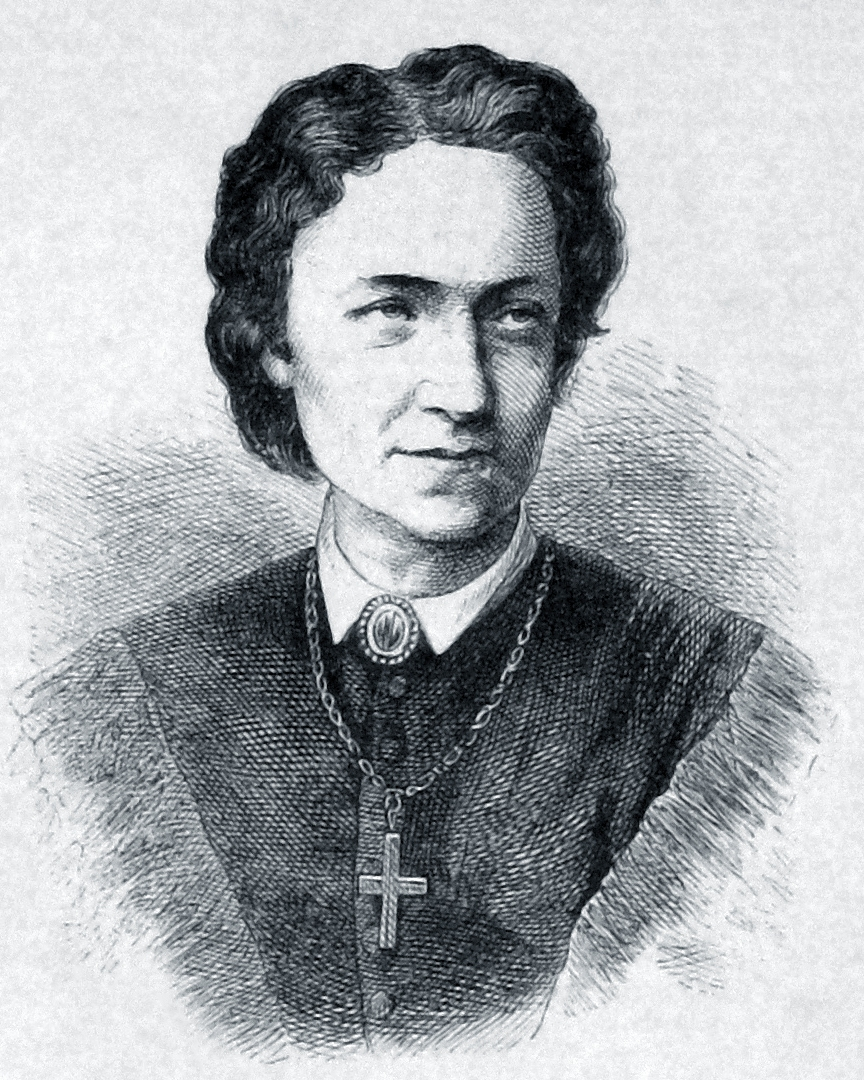
Adele Spitzeder

Adelheid „Adele“ Spitzeder (auch Adele Vio; * 9. Februar 1832 in Berlin; † 27. Oktober 1895 in München) war eine deutsche Schauspielerin, Volkssängerin und Betrügerin.

## Leben
Adele Spitzeder war die Tochter des Sänger- und Schauspieler-Ehepaars Josef Spitzeder und Betty Spitzeder-Vio. Sie besuchte teure Privatschulen und verkehrte in der vornehmen Gesellschaft. 1856 gab sie ihr Debüt als Schauspielerin in Coburg und war später in Mannheim, München, Brünn, Nürnberg, Frankfurt am Main, Karlsruhe und Altona engagiert. Sie hatte mehrere Lebensgefährtinnen.
Spitzeder hatte keine eigene Wohnung, sondern lebte in Hotels und Gasthäusern und beschäftigte eine Privatangestellte. Diesen aufwändigen Lebensstil konnte sie mit ihren Einkünften aus der Schauspielerei nicht finanzieren.

### Die Spitzedersche Privatbank
Völlig mittellos versprach sie der Frau eines Zimmermannes zehn Prozent Zinsen im Monat für 100 Gulden und zahlte ihr die ersten beiden Monatszinsen sofort aus. Dies sprach sich schnell herum und bald kamen weitere Bürger, die ihr Geld zu diesen Konditionen anlegen wollten. 1869 gründete sie zusammen mit ihrer Lebensgefährtin Emilie Stier in der Münchner Dachauer Straße eine Bank. Die Zinsen zahlte sie weiterhin bar aus, was damals nicht üblich war und ihrem Unternehmen einige Mundpropaganda bescherte.
Die „Spitzedersche Privatbank“ wurde innerhalb kürzester Zeit vom Geheimtipp zum Großunternehmen. Spitzeder zog 1871 aus einem einfachen Hotel in das für 54.000 Gulden erworbene Haus in der Schönfeldstraße Nr. 9, in erster Lage Münchens. Dieses Anwesen ließ sie für ihre Zwecke umbauen und aufwändig einrichten.
Ihr Geschäftsgebaren und ihre Buchführung waren nicht nur unkonventionell, sondern regelrecht chaotisch. Das Geld wurde säckeweise in der Wohnung gestapelt und teils im Tresor eines Friseurs verwahrt. Angestellte, alle ohne kaufmännische Ausbildung, bedienten sich regelmäßig an den Geldern und die Finanzbuchführung beschränkte sich auf ein Quittungsbuch, in dem vermerkt wurde, wer wie viel eingezahlt hatte. Eine systematische kaufmännische Verwaltung der von ihr vereinnahmten Fremdgelder fand nicht statt; das Spitzedersche Grundkonzept war ein Ponzi-System, das erste aktenkundige in Deutschland und vermutlich der Welt.
Spitzeder wusste um die Vorteile einer guten öffentlichen Präsentation; sie bestach mehrere Redakteure mit bis zu fünfstelligen Guldenbeträgen für ein positives Presseecho. Zeitweise unterhielt sie sogar eine eigene Zeitung. Kreditvermittlern zahlte sie Provisionen in Höhe von fünf bis sieben Prozent der jeweils eingereichten Darlehenssumme. Mit großzügigen Spenden und manchmal resolutem, manchmal fromm wirkendem Auftreten verschaffte sie sich Vertrauen und den Ruf als Wohltäterin. So eröffnete Spitzeder etwa die Volksküche im Orlandohaus am Platzl.
Aufgrund der meist bäuerlichen Kundschaft aus dem nördlichen Umland Münchens wurde ihre Einrichtung bald „Dachauer Bank“ genannt. Der Spitzedersche Haushalt mit angeschlossener „Bank“ hatte 40 Angestellte. Bauern verkauften ihre Höfe, weil sie glaubten, von den Zinsen leben zu können. Spitzeder erweiterte ihre Geschäfte und kaufte und verkaufte diverse Häuser und Grundstücke in ganz Bayern.
Zu ihrer besten Zeit hatte sie 83 Angestellte, viele Kreditvermittler darunter, sie stellte am Tag mehr als 1000 Wechsel aus. Täglich brachten die Leute mehr als 100.000 Gulden vorbei; Spitzeder nahm anderen Banken das Geschäft weg, so erlitt die Münchner Sparkasse in einem Jahr 50.000 Gulden Schulden (es wurden 50.000 Gulden mehr abgehoben als eingezahlt). Sie konnte lange frei agieren, denn es gab noch kein Kreditwesengesetz und keine Finanzaufsicht, die sie behelligen konnte.

### Bankrott und Verurteilung

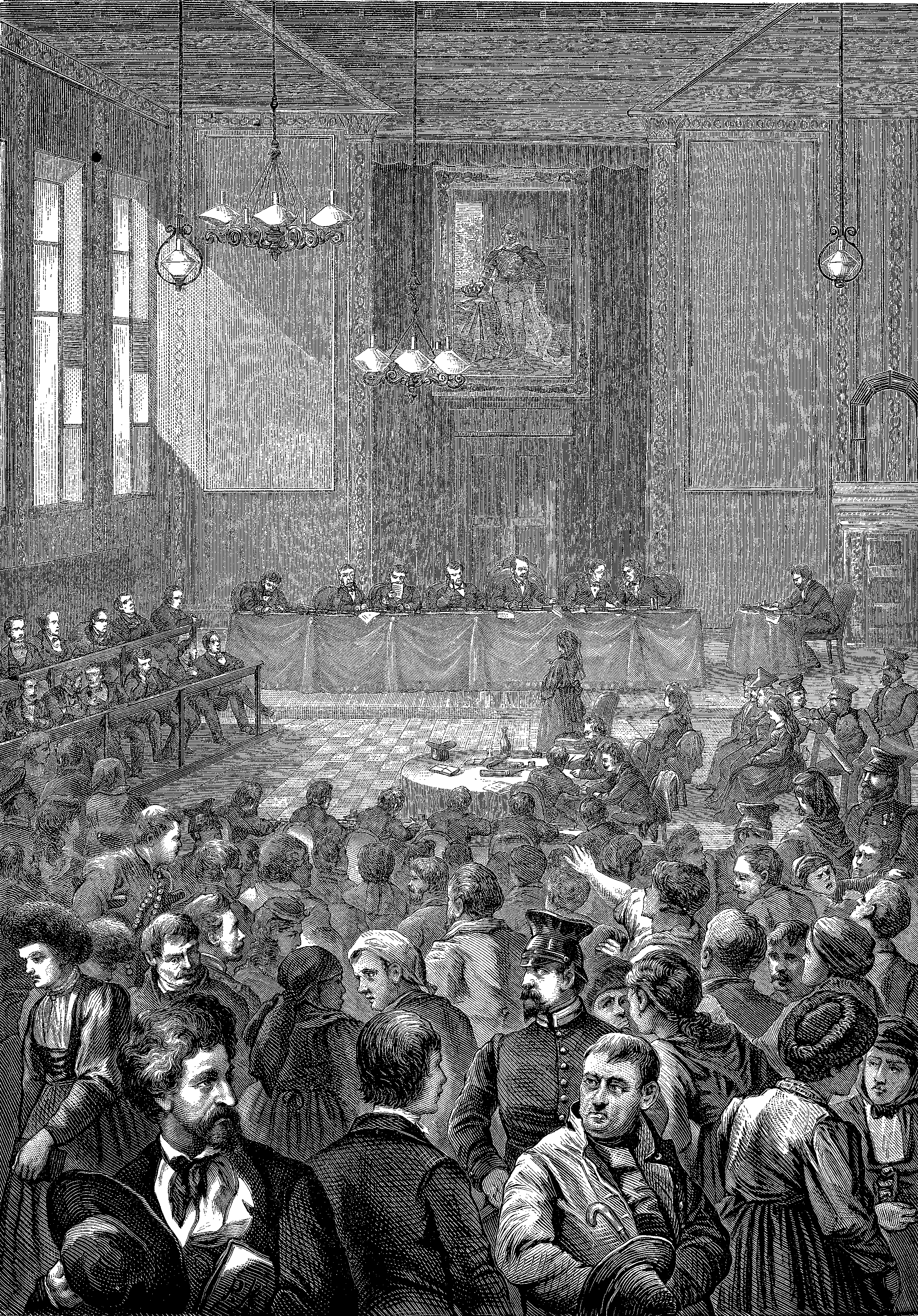
Adele Spitzeder vor den Assisen. Originalzeichnung von Peter Krämer, 1873.

Spitzeder konnte dem stärker werdenden Druck der Regierung, der Banken und einzelner Zeitungen, die gegen die „Schwindelbank“ zu Felde zogen, noch einige Zeit standhalten. Als die Gegner etwa 60 Gläubiger organisierten, die sich gleichzeitig ihr Geld auszahlen lassen wollten, brach die Bank zusammen. Spitzeder war nicht solvent und wurde am 12. November 1872 wegen Vorwurf des Betrugs verhaftet.
In knapp zwei Jahren wurden 32.000 Bürger um insgesamt 38 Millionen Gulden geprellt (mit Stand von 2017 umgerechnet 400 Millionen Euro). Der Insolvenzverwalter fand Vermögenswerte, die nur 15 Prozent der Forderungen ausmachten. Einige Bürger begingen Suizid. Auch Gemeinden waren ruiniert. Parallel dazu stürzten Bankensystem und Wirtschaft in die Gründerkrise, als deren Teil der Spitzeder-Bankrott gilt.
Adele Spitzeder wurde vor Gericht gestellt und nach zehnmonatiger Untersuchungshaft wegen betrügerischem Bankrott zu drei Jahren Zuchthaus verurteilt. Als strafmildernd wurden unter anderem die fehlenden behördlichen Auflagen zur Buchführung sowie der Umstand anerkannt, dass Spitzeder nie mit irgendwelchen Sicherheiten geworben hätte. Spitzeder verbüßte ihre Strafe aus gesundheitlichen Gründen nicht im Zuchthaus, sondern in dem Gefängnis in der Baaderstraße in München, wo sie ihre Memoiren schrieb. Darin gibt sie an, dass zum Zeitpunkt der Verhaftung keine Zahlungsunfähigkeit vorgelegen habe, da sie bis dahin alle Auszahlungen uneingeschränkt vorgenommen und „unbegrenzten Kredit“ durch Neueinlagen genossen habe; technisch sei der Zusammenbruch erst durch die erzwungene Schließung ihres Gewerbes und die Gant entstanden.

### Das Leben nach der Haft
Nach der Haft ging Spitzeder als Schauspielerin nach Altona und Berlin, da sie dort aber Auftrittsverbote erhielt, kehrte sie wieder nach München zurück und veröffentlichte 1878 die Geschichte meines Lebens. Auch gründete sie ein Damen-Orchester, welches sie als Kapellmeisterin leitete. 1880 versuchte sie erneut, ein Bankgeschäft zu eröffnen, wurde aber aufgrund mangelnder Zulassung sofort wieder verhaftet.
Später versuchte Spitzeder unter dem Namen Adele Vio (Familienname ihrer Mutter) als Schauspielerin und Volkssängerin zu reüssieren, blieb aber erfolglos. Am 27. Oktober 1895 starb Adele Spitzeder im Alter von 63 Jahren in München an Herzversagen.
Um 1900 wurde sie in der Kriminalpsychologie zum Prototyp der „lesbischen Kriminellen“ stilisiert.

## Grabstätte

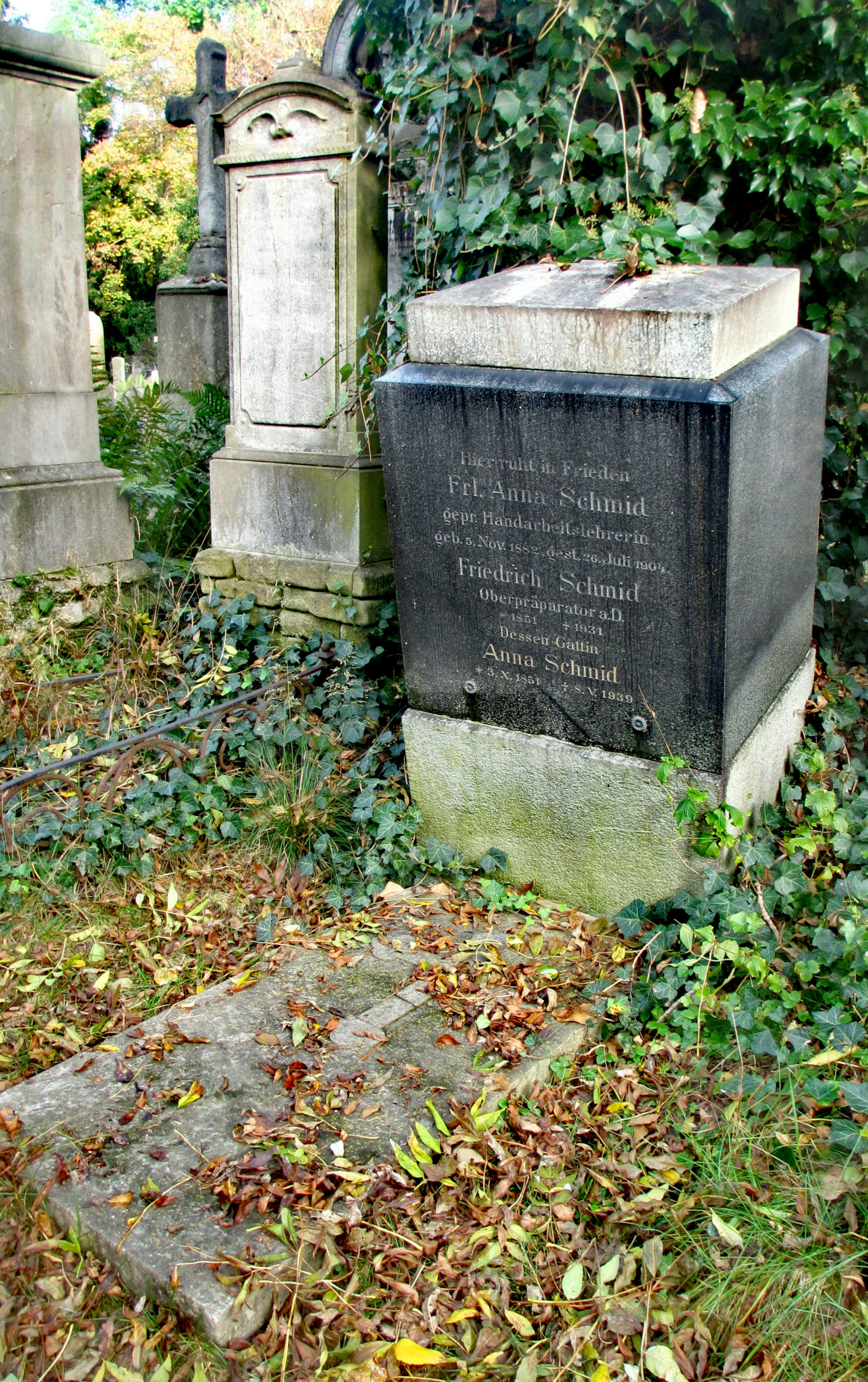
Grab von Adele Spitzeder auf dem Alten Südfriedhof, München

Adele Spitzeder wurde auf dem Alten Südlichen Friedhof der Stadt beerdigt.
Die Grabstätte befindet sich im Gräberfeld 18 – Reihe 14 – Platz 26 Standort. Der Grabstein weist den Namen Adele Spitzeder nicht aus, da sie dort anonym begraben wurde.

## Bearbeitungen des Themas
- Am 12. Februar 1873 brachte das Königsberger Stadttheater die Erstaufführung einer Posse mit Gesang in einem Akt von Cäsar Beck: Adele Spitzeder als Ehehinderniß, oder: Die aufgehobene Dachauerbank und der unterbrochene Kaffeeklatsch.
- Adele Spitzeders Geschichte wurde von Gabriel Gailler als Marionettenstück auf die Bühne gebracht und 1972 von Martin Sperr unter der Regie von Peer Raben zu dem Fernsehspiel Adele Spitzeder mit Ruth Drexel in der Titelrolle verarbeitet. Das Theaterstück Die Spitzeder von Sperr wurde am 11. September 1977 uraufgeführt.
- 1966 erschien die Komödie Das Gold von Bayern von Reinhard Raffalt im Prestel-Verlag in München.
- 1992 entstand für den Bayerischen Rundfunk die Fernsehdokumentation Adele Spitzeder oder das Märchen von den Zinsen von Hannes Spring.
- 2012 entstand der Fernsehfilm Die Verführerin Adele Spitzeder, als Koproduktion des Bayerischen Rundfunks und des ORF, mit Birgit Minichmayr in der Titelrolle. Gedreht wurde in Regensburg, München, Tittling und Wien. Der Historienfilm wurde am 11. Januar 2012 von der ARD um 20:15 Uhr ausgestrahlt.[7]